# 朴春植 (1921年生)
朴 春植（パク・チュンシク、박춘식）は、大韓民国の軍人。創氏改名時の日本名は海野春樹。

## 経歴
1921年3月、咸鏡北道明川郡に生まれる。
1938年、北間島龍井の大成中学校卒業。同年12月、間島特設隊第1期生として入隊し、歩兵第1連班長として服務。1944年、将校候補に選抜され、陸軍訓練学校（中央陸軍訓練処の後身）で短期教育を受け、1945年に同校第7期卒業。間島特設隊に復帰し、機迫連に候補少尉として服務。終戦時は満州国軍中尉。
1948年4月、警備士官学校第5期卒業して将校に任官（軍番10836番）。
朝鮮戦争では第9師団作戦参謀として朴正熙参謀長を補佐。
1951年11月25日、第1連隊長（中領）。
1953年4月26日、陸軍大学入校。
1955年、陸軍大学卒業。
1955年8月13日、第3管区司令部参謀長（准将）。
1957年、国防大学院修了。
1958年8月14日、第37師団長。
1959年6月、第5師団長。
1961年、第12師団長。5・16軍事クーデターでは兵力を率いて江原道春川を掌握した。
1961年8月16日、交通部長官。
1963年2月、第2軍副司令官。
1963年7月、第6管区司令官。
1966年、陸軍本部管理参謀部長。
1967年1月7日、第3軍団長。同年12月14日、軍団長解任。
1968年、少将で予備役編入。
1969年、三和畜産社長。
2008年4月29日に民族問題研究所と親日人名辞典編纂委員会が発表した親日人名辞典収録対象者軍部門に記載。

## 勲章
- 国勢調査記念章 1941年7月[3]
- 勲八位柱国章[3]

## 参考
- 佐々木春隆『朝鮮戦争/韓国篇 上巻 建軍と戦争の勃発前まで』原書房、1976年。
- 친일인명사전편찬위원회 編 (2009). 친일인명사전 2. 친일문제연구총서 인명편. 민족문제연구소. ISBN 978-89-93741-04-9
- “韓國戰爭史第9巻 對陣末期（1953.1.1～1953.7.27）” (PDF).   韓国国防部軍史編纂研究所. 2020年2月17日閲覧。
- “6·25戦争史 第9巻-휴전회담 개막과 고지쟁탈전” (PDF) (韓国語).   韓国国防部軍史編纂研究所. 2019年6月8日閲覧。